# Anatella aterrima
Anatella aterrima är en tvåvingeart som först beskrevs av Adalbert Grzegorzek 1875.  Anatella aterrima ingår i släktet Anatella och familjen svampmyggor. Inga underarter finns listade i Catalogue of Life.